# 山区施瓦曹
山区施瓦曹是奥地利下奥地利州诺因基兴县的一个市镇。总面积190平方公里，总人口763人，人口密度4.0人/平方公里（2005年）。